# Даяна (певица)
Диана Иванова Димова, по-известна като Даяна, е българска попфолк певица.

## Биография и творчество
Даяна е родена на 22 септември 1982 г. в град Благоевград. До 4 клас е свирила на акордеон, след което до 7 клас е била в музикална паралелка. След 7 клас решава, че иска да се занимава професионално с музика и да развива таланта си в Училището за фолклорни изкуства в Широка лъка. Учи и се усъвършенства като певица, запознавайки се с различни фолклорни песни от Странджа, Тракия и Родопите.
Пет години след като завършва музикалното училище, постъпва в Музикалната академия в Пловдив, в специалност „Инструментално изкуство“. Учи две години, след което решава да замине за Швейцария. Там научава много сръбски народни песни. Прекарва две години в чужбина, но за да не загуби студентските си права, се връща. Мести се в Софийския университет и завършва музикална педагогика.

## Дискография
- Право в целта (2006)

## Награди
- 2013 – Годишни награди на ТВ „Планета“ – Най-желан изпълнител в „Планета Пайнер Клуб“.[2]